# Mędrzechów
Mędrzechów è un comune rurale polacco del distretto di Dąbrowa, nel voivodato della Piccola Polonia.
Ricopre una superficie di 43,67 km² e nel 2004 contava 3 650 abitanti.